# 베히스툰 비문
베히스툰 비문(비시툰 또는 비수툰, 현대 페르시아어: بیستون ; 고대 페르시아어: 바가스타나 "신의 땅")은 이란의 케르만샤주의 베히스툰 산에 위치한 다리우스 1세 시대의 다국어 비문이다.
비문은 같은 글의 고대 페르시아어, 엘람어, 바빌로니아어의 세가지 설형 문자로 기록된 세가지 버전을 포함한다. 영국의 군장교 헨리 롤린슨은 1835년과 1843년 두 부분으로 전사시켰다. 롤린슨은 1838년 고대 페르시아 설형문자를 번역할 수 있었다. 그리고 엘람어와 바빌로니아어 글은 롤린슨과 다른 이들에 의해 1843년 이후에 번역되었다. 바빌로니아어는 아카드어의 후기 형태로, 둘 다 셈어이다. 그 후 이 비문은 실질적으로 로제타석과 같은 가치를 지니게 되었다. 베히스툰 비문은 고대의 글 해독에 가장 중요한 자료 중 하나가 되었다.
비문은 거의 높이가 150미터에 폭이 100m의 석회암 절벽에 있다. 해당 절벽은 바빌로니아와 메디아의 수도 바빌론과 엑바타나를 잇는 고대 도로에 있다. 여기는 접근하기 어렵게 아래의 산측이 제거되었는데 완성 후 더 잘 보이게 하기 위해서였다. 고대 페르시아어 글은 5칼럼에 414줄로 되어있다. 엘람어 글은 8칼럼에 593줄 분량이며, 바빌로니아어 글은 112줄이다.

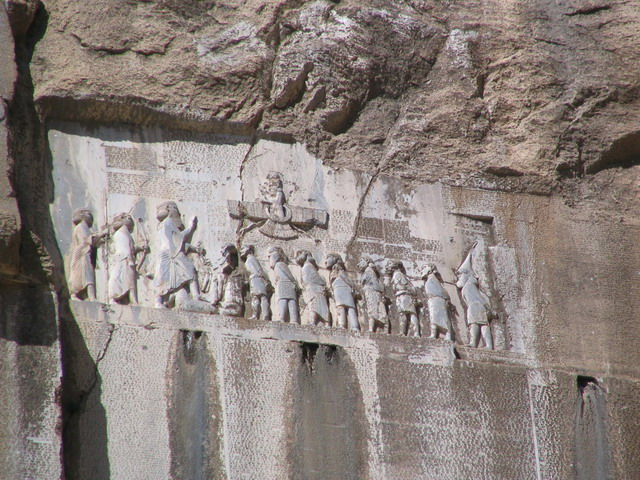
비문의 사진
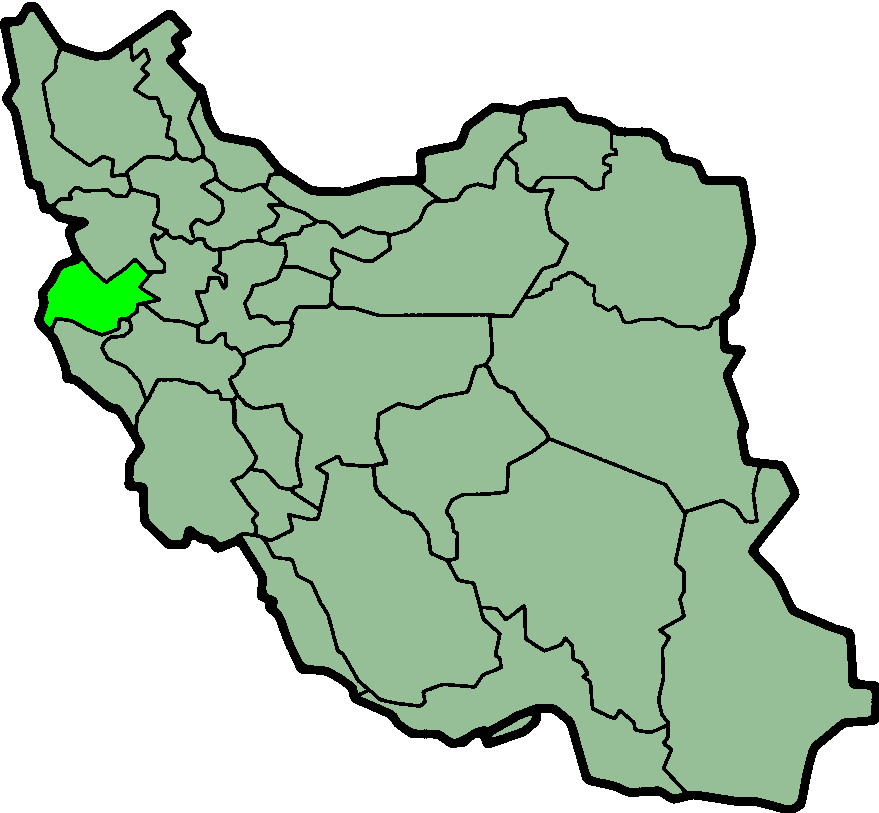
페르시아의 베히스툰 산
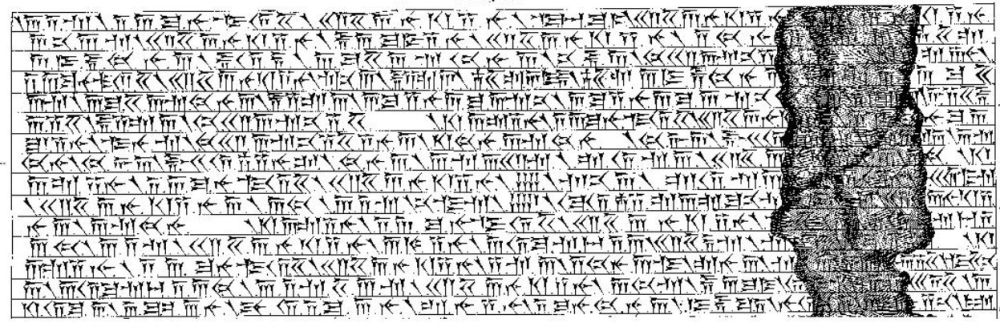
칼럼1 (DB I 1-15), 스케치 프리드리히 폰 스피겔 (1881)

## 같이 보기
- 아케메네스 왕조
- 타크 보스탄
- 파사르가다에